# 毛叶广东蔷薇
毛叶广东蔷薇（学名：Rosa kwangtungensis var. mollis）为蔷薇科蔷薇属下的一个变种。

## 扩展阅读
- 維基物種上的相關：毛叶广东蔷薇